# Wilhelm Mahlow
Wilhelm Mahlow (født 18. januar 1914 i Berlin, ukendt dødstidspunkt) var en tysk roer.
Mahlow, der var styrmand, roede for RG Wiking i Berlin, hvor han var med i klubbens otter, der blev tysk mester i 1936. Den repræsenterede derfor Tyskland ved OL 1936 på hjemmebane i Berlin. Tyskerne blev i indledende runde besejret af den schweiziske båd og måtte derfor i opsamlingsheat, som de vandt klart. I finalen lagde den schweiziske og den tyske båd bedst ud, men da fire af schweizerne tidligere samme dag havde roet finaler i både firer med styrmand og firer uden styrmand, slap de schweiziske kræfter op. Italienerne og amerikanerne kom efterhånden op og lå næsten lige med tyskerne, og de tre både kom i mål inden for et sekund. Amerikanerne var hurtigst og fik guld, italienerne sølv og tyskerne bronze. Ud over Mahlow bestod den tyske besætning af Hans-Joachim Hannemann, Helmut Radach, Hans Kuschke, Heinz Kaufmann, Gerd Völs, Werner Loeckle, Herbert Schmidt og Alfred Rieck.
Mahlow var desuden med til at blive tysk mester i firer med styrmand i 1937 og vandt samme år EM-guld i samme bådklasse. Han blev desuden tysk mester i otteren igen i 1941.

## OL-medaljer
- 1936:  Bronze i otter